# Marcos Czerwinski
El Capitán Marcos Juan Czerwinski VGM (Rosario, Provincia de Santa Fé; 1948) fue un piloto de caza en la Fuerza Aérea Argentina, reconocido por sus acciones durante la guerra de Malvinas volando Dassault Mirage M III con el Grupo 8 de Caza.  Tuvo el honor de ser uno de los dos pilotos que realizaron la primera misión del 1 de mayo de 1982, participando en otras misiones que incluyeron las acciones del 21 de mayo, día del desembarco británico en San Carlos, Islas Malvinas.

## Actuación en Malvinas
“Mi limite en los vuelos rasantes eran mis rodillas cuando me temblaban hasta allí bajaba”
Czerwinski desembarcó en Malvinas en 1982, a los 34 años. Cuando estalló la guerra se encontraba en Venezuela haciendo cursos de adiestramiento en los simuladores de vuelos de Mirage III de ese país.  
Participó en la primera misión Argentina el 1.º de mayo de ese año, convirtiéndose en el primer piloto de la Fuerza Aérea Argentina en realizar su bautismo de fuego junto al Jefe de Escuadrón del Grupo 8, Mayor Sánchez. Durante esta misión, se perdió el contacto con el operador del radar en la fase de interceptación final a unos Harrier británicos. A pesar de haber recibido la orden de volver, Czerwinski y Sánchez insistieron en sobrevolar Puerto Argentino mientras que los británicos lo bombardeaban. 
Recibió una condecoración del senado argentino a quien "con amor a la patria, dignidad y honor, puso en juego su vida en las turbas malvinenses" durante el aniversario número 30 de la gesta.

## Años de Postguerra
Luego de solicitar su retiro de la Fuerza Aérea Argentina se desempeñó como piloto civil en el ámbito comercial. Actualmente es guía de pesca en la Patagonia y ha escrito y publicado el libro Moscas Clásicas para el Salmón del Atlántico junto a Carlos Govino.